# Hyperolius parkeri
Hyperolius parkeri är en groddjursart som beskrevs av Arthur Loveridge 1933. Hyperolius parkeri ingår i släktet Hyperolius och familjen gräsgrodor. IUCN kategoriserar arten globalt som livskraftig. Inga underarter finns listade i Catalogue of Life.